# Chlorospingus
Genre
Chlorospingus est un genre de passereaux de la famille des Passerellidae dont les espèces ont pour nom normalisé (CINFO) Chlorospin.

## Systématique
Les ornithologues soupçonnent depuis longtemps que C. ophtalmicus est un complexe d'espèces cryptiques, et qu'il contient probablement plusieurs espèces distinctes. Alan P. Peterson notamment reconnaît comme espèces séparées : C. flavopectus, C. postocularis, C. wetmorei, C. albifrons, C. dwighti. Les 21 autres sous-espèces sont attribuées à C. flavopectus.
À la suite d'études ADN, DaCosta et al. (2009) et Klicka et al. (2007) ont démontré que les Chlorospingus appartenaient très clairement au clade des Emberizidae et non à celui des Thraupidae.

## Liste d'espèces
D'après la classification de référence (version 5.2, 2015) du Congrès ornithologique international (ordre phylogénique) :
- Chlorospingus flavopectus – Chlorospin des buissons
- Chlorospingus tacarcunae – Chlorospin du Tacarcuna
- Chlorospingus inornatus – Chlorospin du Pirré
- Chlorospingus semifuscus – Chlorospin ombré
- Chlorospingus pileatus – Chlorospin à sourcils brisés
- Chlorospingus parvirostris – Chlorospin à bec court
- Chlorospingus flavigularis – Chlorospin à gorge jaune
- Chlorospingus flavovirens – Chlorospin jaune-vert (à vérifier)
- Chlorospingus canigularis – Chlorospin à gorge grise